# كأس هونغ كونغ 1995–96
كأس هونغ كونغ 1995–96 هو موسم من كأس هونغ كونغ. فاز فيه نادي جنوب الصين.